# Ђеренцаго
Ђеренцаго (итал. Gerenzago) је насеље у Италији у округу Павија, региону Ломбардија.
Према процени из 2011. у насељу је живело 1367 становника. Насеље се налази на надморској висини од 72 м.

## Становништво
| 1936. | 1951. | 1961. | 1971. | 1981. | 1991. | 2001. | 2011. |
| ----- | ----- | ----- | ----- | ----- | ----- | ----- | ----- |
| 844   | 824   | 732   | 766   | 718   | 776   | 913   | 1.386 |